# Система керування польотом

Пряме керування літаком

Система керування польотом (англ. Aircraft flight control system, FCS) звичайних літаків складається з керуючих поверхонь, відповідних органів керування в кабіні, зв'язків (тяги) та необхідних механізмів для керування напрямком польоту літака. Керування авіаційними двигунами для зміни швидкості також розглядаються як елемент керування польотом.
Основи керування літаком пояснюються на малюнку, де механізми керування показані в динаміці. Основна система, що використовується на літаку, вперше з'явилася в легко пізнаваному вигляді вже у квітні 1908, на моноплані епохи початку літакобудування Блеріо VIII конструкції Луї Блеріо.

## Будова системи
Система управління складається з: — органів управління, розташованих у пілотській кабіні; — рульових поверхонь, розташованих на зовнішній поверхні літака і засобів зв'язку між ними.
Органи управління — штурвал, ручка управління, бічна ручка управління (sidestick), педалі, ручки управління механізацією, інтерцепторами, тримерами тощо.
Система керування польотом складається з основної та вторинної систем.
Керування елеронами, кермом висоти та кермом напрямку становить основну, необхідну для безпечного керування літаком систему.

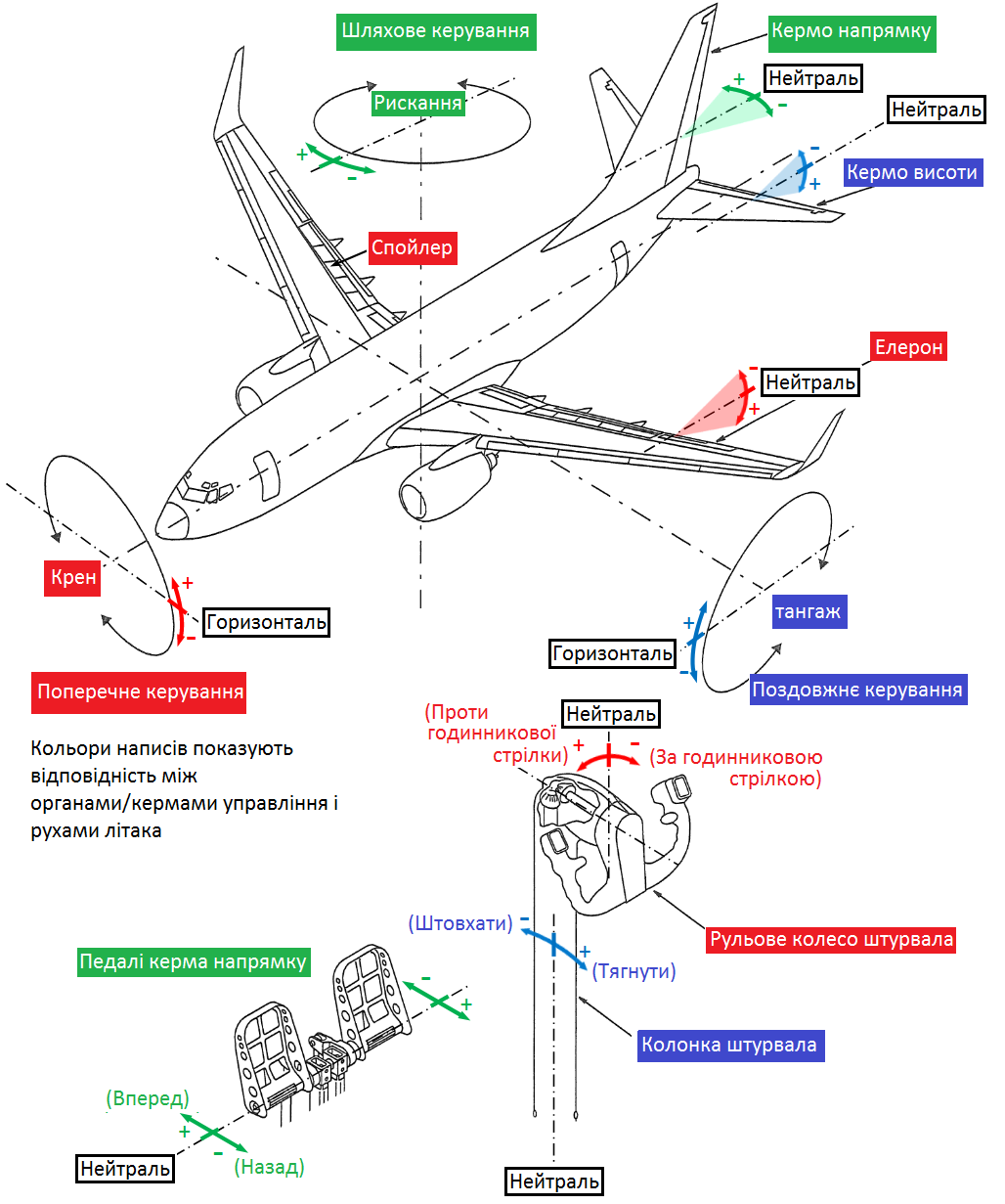
Основна система керування. Знаки відхилення рулів і органів управління

Управління закрилками, передкрилками, інтерцепторами та переставним стабілізатором становить вторинну систему керування та покращує льотно-технічні характеристики літака або звільняє пілота від надмірного навантаження.
Під час польоту літак рухається навколо трьох осей:
- повздовжньої (довга вісь від носа до хвоста, навколо якої елерони обертають літак);
- бічної (вісь, що проходить від кінця до кінця, літак нахиляється навколо цієї осі, керований рулем висоти);
- вертикальної (вертикальна лінія знизу вгору, навколо якої обертається літак, керований кермом напряму);

## Механічна система управління
Найпростіші системи управління — механічні. Вони являють собою набір механічних частин, таких як жорстка тяга, металевий трос, одягнений на шків, і іноді ланцюг. Вони з'єднані таким чином, що зусилля від пілота передаються на керівні поверхні та навпаки.

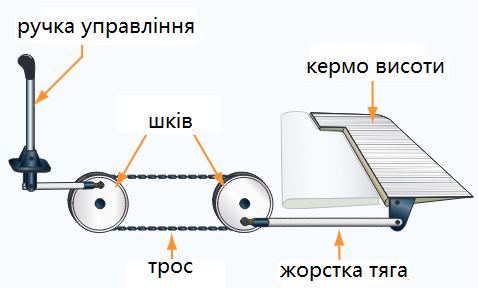
Механічна система управління

Механічні системи управління в наш час використовують на маленьких літаках у бізнес і спортивній авіації, оскільки аеродинамічні сили на кермах не надто великі.

## Гідромеханічна система керування
У міру розвитку авіації літаки ставали більшими та швидкіснішими. Аеродинамічні навантаження на керівні поверхні зростали експоненціально. Щоб зберегти зусилля на органах управління в пілотській кабіні в допустимих межах, конструктори розробили складніші системи. Гідромеханічна система управління складається з механічної частини та гідравлічної частини. Пілот за допомогою механічної системи відхиляє регулювальний клапан на гідропідсилювачі та він переміщує рульову поверхню.

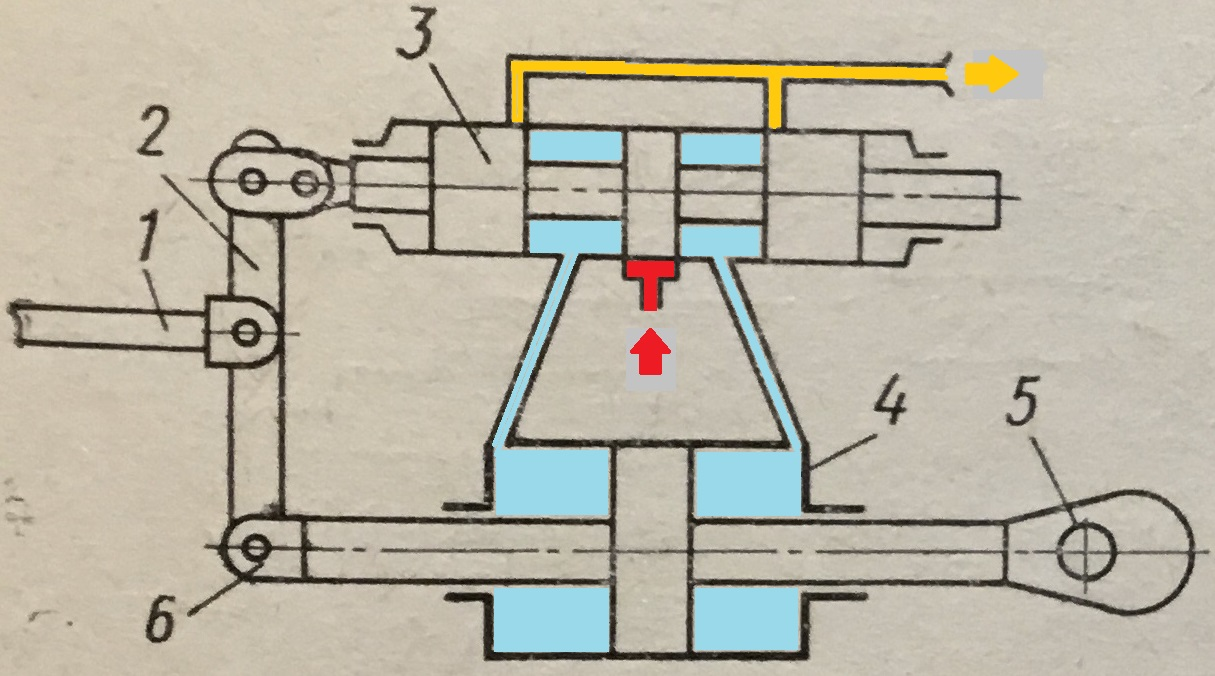
Гідромеханічний привід

1 — керувальний сигнал; 2 — порівнювальний пристрій; 3 — регулювальний пристрій; 4 — силовий механізм; 5 — вихідна ланка. Червоний колір — подача, жовтий — злив, блакитний — рідина всередині силового механізму.
Аеродинамічне навантаження замикається на гідропідсилювачі та пілоту не передається.
|                                                                                         | Слід зазначити, що більшу роль у контролі керівних дій відіграють зусилля на важелях управління, ніж їх переміщення. |
| — Ю.П. Гуськов, Г. И. Загайнов Управление полётом самолётов Машиностроение 1980 стр. 11 | |

Щоб пілот мав зворотний зв'язок за зусиллями, до механічної системи додають завантажувач. Завантажувальний механізм зазвичай об'єднують із механізмом тримерного ефекту. Для точнішої імітації аеродинамічного навантаження в міру зростання швидкості польоту жорсткість завантажувального механізму збільшують і навпаки.

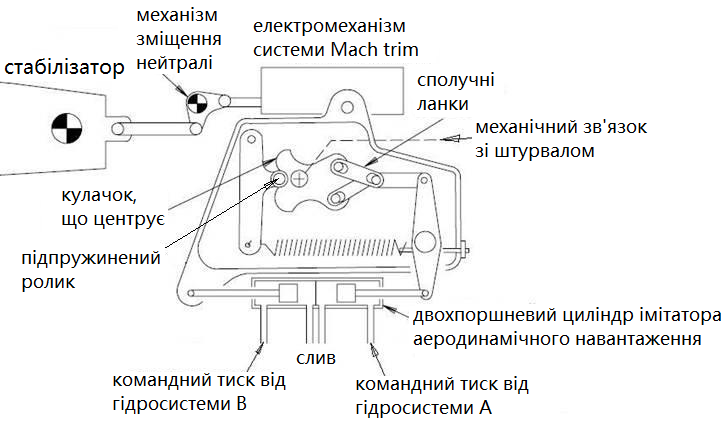
Завантажувач штурвала на Боїнг 737

Як приклад показано принципову схему завантажувача штурвала в каналі тангажу на Боїнг 737.
Під час відхилення штурвала від нейтралі підпружинений ролик виходить з «ямки» кулачка, що центрує, але під дією пружини прагне повернутися назад. Щоб утримувати штурвал відхиленим, потрібно долати зусилля пружини. Під час збільшення швидкості командний тиск від гідросистем зростає, що призводить до стиснення пружини завантажувача. Тепер пілоту, щоб відхилити штурвал на ту саму величину, потрібно докласти більше зусиль.
Нейтраль штурвала зміщується при перестановці стабілізатора і при роботі Mach trim system на великих числах М.

## Електродистанційна система керування
У міру того як літаки стають дедалі досконалішими, механічна проводка управління поступається місцем оптоволоконним лініям і цифровим комп'ютерам.
Електродистанційна система керування (ЕДСК, англ. Fly-by-Wire) — система керування, що забезпечує передачу керуючих сигналів від льотчика до виконавчих механізмів у вигляді електричних сигналів. Керувальні дії пілота не передаються безпосередньо на керувальні поверхні, а аналізуються комп'ютером системи керування (Flight control computer, FCC), який на підставі чинного закону управління розраховує необхідне відхилення кермових поверхонь для отримання реакції літака, що відповідає дії пілота. Залежно від наявності достеменної інформації від датчиків комп'ютер може обробляти сигнали пілота за Нормальним, Альтернативним або Законом прямого зв'язку. Також на випадок відмови електросистеми передбачено механічний зв'язок пілота з найбільш відповідальними кермовими поверхнями.

### Принцип роботи
Принцип роботи — усунення неузгодженості між фактичним положенням рульової поверхні (вихідний сигнал) і командою пілота (автопілота) (вхідний сигнал). Сигнал на переміщення рульової поверхні формуватиметься FCC доти, доки її фактичне положення (вихідний сигнал) не дорівнюватиме заданому положенню (вхідний сигнал).
Шлях, яким сигнали йдуть від FCC до керівних поверхонь, називають прямим. Назад сигнали повертаються петлею зворотного зв'язку. Щоб отримати потрібну реакцію літака, ці сигнали можуть посилюватися або послаблюватися. Також на їхньому шляху стоять фільтри, які відсівають сигнали певної частоти. Перевагами системи керування, що використовує зворотний зв'язок, є зменшення чутливості до змін характеристик стійкості літака та зовнішніх збурень.
Автопілот, система поліпшення стійкості (Stability augmentation system, SAS) та система поліпшення керованості (Control augmentation system, CAS) — всі вони працюють зі зворотним зв'язком. У системах поліпшення стійкості функція демпфера зазвичай формується на петлі зворотного зв'язку і має обмежений (знижений) вплив на рульову поверхню. Система поліпшення керованості формується на прямому шляху і забезпечує сталість характеристик керованості в широкому діапазоні режимів польоту.

### Деякіалгоритмиуправління
У FCC запрограмовані алгоритми управління. Вони зазвичай називаються за головним регульованим параметром 'xxx feedback' або 'xxx command'. Типові параметри регулювання: Канал тангажу — нормальне перевантаження g, кутова швидкість тангажу q, кут тангажу Θ, кут атаки α.
Канал крену — кут крену f, кутова швидкість крену p.
Шляховий канал — кутова швидкість рискання r, кут ковзання β, швидкість зміни кута ковзання (β с крапкою).
«G command» означає, що одне й те саме зусилля, докладене до ручки управління/штурвалу, призведе до створення одного й того самого нормального перевантаження незалежно від швидкості польоту. Аналогічно, якщо система управління працюватиме за алгоритмом кутової швидкості тангажу (q command), то літак буде обертатися відносно бічної осі з певною швидкістю, яка визначається зусиллями пілота незалежно від швидкості польоту.
Щоб літак швидше реагував на команди пілота, в системі управління передбачено два канали передавання керувального сигналу: пропорційний та інтегральний. Пропорційний передає сигнал без затримки (аналогічно механічному зв'язку), але реакція літака залежить від швидкості та інших чинників. Інтегральний канал працює за сигналом зворотного зв'язку (тобто незалежно від зовнішніх умов), але він керує літаком із затримкою. Завдання конструктора збалансувати роботу пропорційного та інтегрального каналів.
Якщо літак керується за алгоритмом «g command» або «q command», то він зберігатиме кут тангажу за умови кинутої ручки управління, оскільки нульовий сигнал від пілота відповідає нульовій швидкості зміни тангажу. Тобто літак буде нейтральний за швидкістю (якщо зменшити режим двигуна, швидкість падатиме, а система управління утримуватиме кут тангажу аж до звалювання). Також ці алгоритми забезпечують автоматичне зняття зусиль у каналі тангажу.

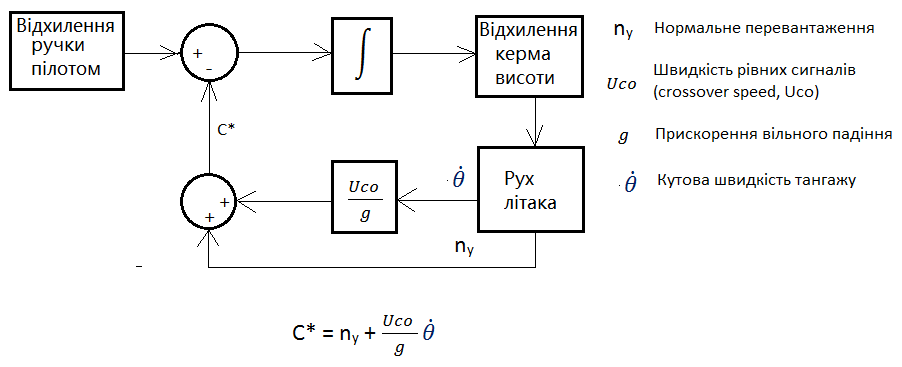
Інтегральна частина каналу керування тангажем

Коли пілот керує поздовжнім каналом, він відчуває реакцію літака за швидкістю зміни кута тангажу і за нормальним перевантаженням, що виникає при цьому. При цьому на великій швидкості він відчуває перевантаження, тоді як на малих швидкостях невеликі зміни тангажу не призводять до істотної зміни перевантаження (перевантаження пропорційне підіймальній силі, а вона пропорційна квадрату швидкості). Для кращої відповідності відчуттям пілота було розроблено алгоритм C* (C-star), який складається з суми g command та q command. При цьому на малих швидкостях (менше U co) превалює q command, а на великих — g command.
Уперше його застосували на Боїнг 747—100, зараз його використовують на літаках Airbus. На літаках серії Airbus 320 Uco приблизно дорівнює 210 вузлів.

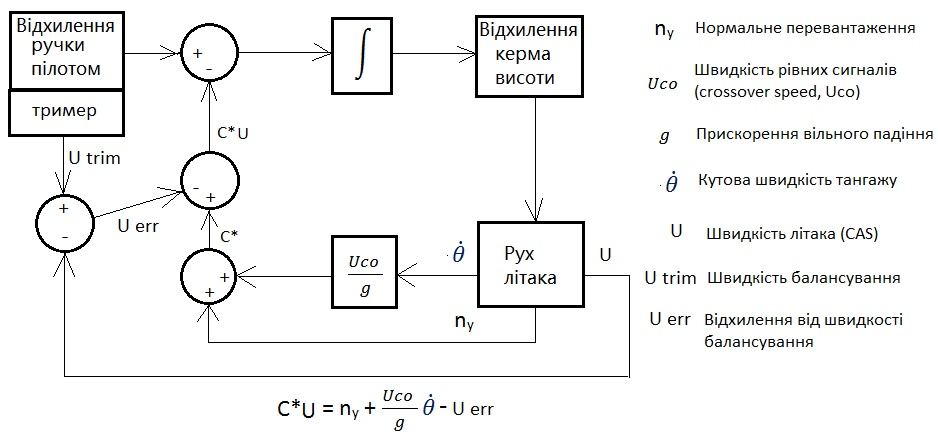
Алгоритм C*U

Боїнг вирішив модифікувати алгоритм, додавши в нього штучну стійкість за швидкістю C*U. Тепер перемикач тримера не знімає зусилля зі штурвала (це робить за нього алгоритм), а змінює задану швидкість балансування U trim. У разі відходу фактичної швидкості від заданої (U trim) комп'ютер дає команду на зміну кута тангажу, щоб повернути швидкість назад (у разі падіння швидкості — опускає ніс).
Конструкторське бюро «Антонов» також застосувало алгоритм інтегрального зворотного зв'язку в каналі тангажу і крену на літаку Ан-70. Сигнал зворотного зв'язку за тангажем являє собою суму g command та q command та сигналу штучної стійкості за швидкістю, кожен зі своїм коефіцієнтом. Під час натискання кнопки тримера U trim стає рівною поточній швидкості польоту. Також в алгоритмі є зона нечутливості за швидкістю ± 15 км/год.

### Історія ЕДСК
Історично поява ЕДСК пов'язана з ненадійністю роботи тяг на деяких літаках (у СРСР ЕДСК з'явилася вже на АНТ-20), або зважаючи на складність виведення з гермокабіни рухливих тяг на висотних винищувачах (Пе-2). Однак життєва необхідність в ЕДСК виникла через перехід до статично нестійкого компонування винищувачів, які дозволяли отримати ряд переваг порівняно зі звичайними (зниження балансувального опору і маси фюзеляжу, і як наслідок, збільшення економічності; поліпшення маневреності). З ряду причин (люфт у механічній проводці та ін.) на таких літаках неможливо було застосувати традиційну бустерну необоротну систему керування.
Першим літаком з аналоговою ЕДСК став американський A-5 ««Віджілент»». Перші серійні винищувачі з ЕДСК — F-16, Су-27.
Дещо пізніше ЕДСК з'явилися і на пасажирських літаках (вперше — на Concorde, Airbus A310 і Airbus A320). Більшість більш сучасних пасажирських і військових літаків також оснащені такою системою керування.

## Комп'ютер системи керування (FCC)
Включення комп'ютера до системи керування дало кілька переваг:
- швидкість реакції комп'ютера набагато більша за швидкість реакції пілота;
- комп'ютер не схильний до розсіювання уваги та втоми;
- також комп'ютер більш точно знає поточні параметри руху літака (йому не потрібно зчитувати показання приладів, він має пряму інформацію з датчиків).
Але він може керувати літаком лише в основній експлуатаційній області. Як тільки параметри літака виходять за обмеження (наприклад, перевищення кута атаки) — комп'ютер не може нормально управляти. Тут потрібний пілот.
Комп'ютеризована система управління складається з трьох основних частин:
- Cистема покращення стійкості літака. Наприклад, демпфер рискання (yaw damper) та система покращення стійкості за швидкістю (speed trim system) на Boeing 737. Ця частина системи працює весь політ і в разі її відмови літак стає менш стійким і його пілотування вимагатиме більшої уваги.
- Система покращення управління літаком. Наприклад, до цього можна віднести систему директорських планок (Flight Director), коли комп'ютер розраховує заданий крен і тангаж і видає цю інформацію на пілотажний прилад, а пілоту потрібно лише заганяти ці планки в центр. Ще один приклад, це система Control Wheel Steering (CWS) на Boeing 737. При включенні цієї системи автопілот не втручається в керування літаком, поки пілот керує літаком. Як тільки він відпускає штурвал, автопілот вмикається та витримує поточні кути крену та тангажу.
- Система автоматичного управління. Коли комп'ютер самостійно розраховує задані параметри польоту і дає команди виконавчі механізми системи управління їхнього витримування. При автоматичному керуванні літаком команди управління передаються також і на органи управління в кабіни (штурвал, важелі керування двигунами) так, що пілоти відчувають, як керується літак і можуть втрутитися будь-якої миті. Робота систем покращення стійкості на органи управління в кабіні не передається.

## Автоматизація управління літаком— переваги та недоліки
- Покращує комфорт пасажирів.
- Підвищує точність навігації та дозволяє виконувати польоти при меншій видимості та нижньому краї хмарності.
- Звільняє пілотів від монотонної та стомливий роботи з витримування заданих параметрів польоту. Проте це змінює основну функцію пілота з активною на стежку, що може призвести до втрати навичок. Так, наприклад, пілоти, які виконують польоти з постійно включеним автоматом тяги, втрачають навичку постійного контролю за швидкістю польоту. (Катастрофа Boeing 737—800 в Амстердамі у 2009 році).
- Автоматизація зменшує робоче навантаження на екіпаж та звільняє увагу на виконання інших завдань. Але робота з пультами управління та програмування плану польоту може відвертати пілотів від основної функції — управління літаком.
- Основні механічні та когнітивні льотні навички можуть деградувати через відсутність постійної практики та «почуття літака». Цей процес може посилюватися, якщо керівництво авіакомпанії не дозволяє пілотам відключати автопілот та автомат тяги протягом суттєвого часу під час рейсових польотів.
Прикладом небезпеки втрачених (або не набутих) навичок ручного керування літаком може слугувати катастрофа А330 над Атлантикою.
1. ↑  Pilot’s Handbook of Aeronautical Knowledge. Federal Aviation Administration (Англійською) . Federal Aviation Administration. 24 серпня 2016.
2. ↑  https://www.pilot18.com/wp-content/uploads/2017/01/B-737-7-8-900_FCOM_TBC_C_080125_V1V2_B8P-C.pdf [Архівовано 2024-02-13 у Wayback Machine.] page.1013
3. ↑  Aircraft Flight Control System. Fly8ma (Англійською) .
4. ↑  https://www.faa.gov/sites/faa.gov/files/08_phak_ch6.pdf
5. ↑  Ю. П. Гуськов, Г. И. Загайнов Управление полётом самолётов Машиностроение 1980
6. 1 2  https://skybrary.aero/articles/fly-wire
7. ↑  https://www.engineeringpilot.com/post/2018/10/15/c-an-unknown-star
8. ↑  https://abcm.org.br/app/webroot/anais/cobem/2007/pdf/COBEM2007-1596.pdf
9. ↑  https://helitavia.com/avionics/TheAvionicsHandbook_Cap_11.pdf page 9
10. ↑  https://skybrary.aero/sites/default/files/bookshelf/2313.pdf
11. ↑  https://www.thalesgroup.com/en/markets/aerospace/flight-deck-avionics-equipment-functions/fly-wire-flight-control-systems-and
12. ↑  Система керування польотом. Google Arts & Culture (укр.). Архів оригіналу за 24 липня 2022. Процитовано 24 липня 2022. [Архівовано 2022-07-24 у Wayback Machine.]
13. ↑  https://www.pilot18.com/wp-content/uploads/2017/01/B-737-7-8-900_FCOM_TBC_C_080125_V1V2_B8P-C.pdf [Архівовано 2024-02-13 у Wayback Machine.] page 1021
14. ↑  https://www.aerostudents.com/courses/automatics-flight-control/automaticFlightControlFullVersion.pdf [Архівовано 2024-02-18 у Wayback Machine.]
15. ↑  https://skybrary.aero/articles/cockpit-automation-advantages-and-safety-challenges